# Hereo (Propóntide)

Mapa con algunas de las principales colonias griegas en la antigua Tracia. Hereo se ubicaba en la costa de la Propóntide.

Hereo o Hereontico (en griego, Ἤραιον,  Ἡραίον τείχος ) fue una antigua ciudad griega de la Propóntide, en Tracia.
Es citada por Heródoto como una ciudad situada junto a Perinto que se encontraba a dos días de camino de las aguas medicinales del río Téaro.
Fue sitiada por Filipo II de Macedonia en el año 352 a. C., tras lo cual los atenienses votaron el envío de naves en ayuda a la ciudad, pero tal expedición no llegó a realizarse tras la llegada de noticias a Atenas de que Filipo estaba enfermo.